# Aérodrome de Châteauroux - Villers
L’aérodrome de Châteauroux - Villers (code OACI : LFEJ) est un aérodrome ouvert à la circulation aérienne publique (CAP), situé sur la commune de Saint-Maur à 6 km au nord-ouest de Châteauroux dans l’Indre (région Centre-Val de Loire, France).
Il est utilisé pour la pratique d’activités de loisirs et de tourisme (aviation légère).

## Installations
L’aérodrome dispose d’une piste en herbe orientée sud-nord (04/22), longue de 800 mètres et large de 80.
L’aérodrome n’est pas contrôlé. Les communications s’effectuent en auto-information sur la fréquence de 123,500 MHz.
S’y ajoutent :
- une aire de stationnement ;
- des hangars ;
- une station d’avitaillement en carburant (100LL)[3].

## Activités
- Aéroclub de Châteauroux